# Luxemburgs voetbalelftal in 1995
Het Luxemburgs voetbalelftal speelde in totaal acht interlands in het jaar 1995, waaronder zeven wedstrijden in de kwalificatiereeks voor de EK-eindronde 1996 in Engeland. De nationale selectie stond voor het tiende jaar op rij onder leiding van bondscoach Paul Philipp, en kende een ongekend goed jaar dankzij drie overwinningen. Een daarvan was de verrassende 1-0-overwinning op Tsjechië, op 7 juni 1995, waardoor het Nederlands voetbalelftal in de race bleef voor plaatsing voor de EK-eindronde. De enige treffer in dat memorabele duel kwam op naam van middenvelder Guy Hellers. Op de in 1993 geïntroduceerde FIFA-wereldranglijst steeg Luxemburg in 1995 van de 128ste (januari 1995) naar de 100ste plaats (december 1995).

## Balans
| Wedstrijden | Wedstrijden | Wedstrijden | Wedstrijden | Doelpunten | Doelpunten | Doelpunten | Punten |
| Gespeeld    | Winst       | Gelijk      | Verlies     | Voor       | Tegen      | Saldo      | Punten |
| ----------- | ----------- | ----------- | ----------- | ---------- | ---------- | ---------- | ------ |
| 8           | 3           | 1           | 4           | 5          | 14         | –9         | 0.875  |

## Interlands
|                                                        |                                                                                  |       |                                       |                                                                                |
| 14 februari Vriendschappelijk № 398 «onderlinge duels» | Israël                                                                           | 4 – 2 | Luxemburg                             | Yud-Alef Stadion, Ashdod Toeschouwers: 2.000 Scheidsrechter: Vahap Beyaz (TUR) |
| 14 februari Vriendschappelijk № 398 «onderlinge duels» | Ronen Harazi 22' (pen.) Alon Hazan 34' Amir Turjeman 57' Marc Birsens 89' (e.d.) |       | 71' Robert Langers 77' Robert Langers | Yud-Alef Stadion, Ashdod Toeschouwers: 2.000 Scheidsrechter: Vahap Beyaz (TUR) |

|                                                                |       |                    |           |                                                                                   |
| 22 februari EK-kwalificatie № 399 «onderlinge duels» 19:15 uur | Malta | 0 – 1              | Luxemburg | Ta' Qali Stadium, Ta' Qali Toeschouwers: 7.327 Scheidsrechter: Mateo Beusan (CRO) |
| 22 februari EK-kwalificatie № 399 «onderlinge duels» 19:15 uur |       | 55' Manuel Cardoni |           | Ta' Qali Stadium, Ta' Qali Toeschouwers: 7.327 Scheidsrechter: Mateo Beusan (CRO) |

|                                                             |           |                                        |           |                                                                                          |
| 29 maart EK-kwalificatie № 400 «onderlinge duels» 20:00 uur | Luxemburg | 0 – 2                                  | Noorwegen | Stade Josy Barthel, Luxemburg Toeschouwers: 3.100 Scheidsrechter: Nikolay Levnikov (RUS) |
| 29 maart EK-kwalificatie № 400 «onderlinge duels» 20:00 uur |           | 45' Øyvind Leonhardsen 77' Gunnar Aase |           | Stade Josy Barthel, Luxemburg Toeschouwers: 3.100 Scheidsrechter: Nikolay Levnikov (RUS) |

|                                                             | |       |           |                                                                              |
| 26 april EK-kwalificatie № 401 «onderlinge duels» 20:00 uur | Noorwegen                                                                                           | 5 – 0 | Luxemburg | Ullevaal Stadion, Oslo Toeschouwers: 15.124 Scheidsrechter: John Ferry (NIR) |
| 26 april EK-kwalificatie № 401 «onderlinge duels» 20:00 uur | Jahn Ivar Jakobsen 11' Jan Åge Fjørtoft 12' Harald Brattbakk 24' Henning Berg 46' Kjetil Rekdal 49' |       |           | Ullevaal Stadion, Oslo Toeschouwers: 15.124 Scheidsrechter: John Ferry (NIR) |

|                                                           |                 |       |          |                                                                                     |
| 7 juni EK-kwalificatie № 402 «onderlinge duels» 20:00 uur | Luxemburg       | 1 – 0 | Tsjechië | Stade Josy Barthel, Luxemburg Toeschouwers: 1.630 Scheidsrechter: John Ashman (WAL) |
| 7 juni EK-kwalificatie № 402 «onderlinge duels» 20:00 uur | Guy Hellers 89' |       |          | Stade Josy Barthel, Luxemburg Toeschouwers: 1.630 Scheidsrechter: John Ashman (WAL) |

|                                                                |               |       |       |                                                                                            |
| 5 september EK-kwalificatie № 403 «onderlinge duels» 20:00 uur | Luxemburg     | 1 – 0 | Malta | Stade Josy Barthel, Luxemburg Toeschouwers: 4.809 Scheidsrechter: Algirdas Dubinskas (LTU) |
| 5 september EK-kwalificatie № 403 «onderlinge duels» 20:00 uur | Luc Holtz 44' |       |       | Stade Josy Barthel, Luxemburg Toeschouwers: 4.809 Scheidsrechter: Algirdas Dubinskas (LTU) |

|                                                               |           |       |             |                                                                                     |
| 11 oktober EK-kwalificatie № 404 «onderlinge duels» 20:00 uur | Luxemburg | 0 – 0 | Wit-Rusland | Stade Josy Barthel, Luxemburg Toeschouwers: 4.200 Scheidsrechter: Paul Durkin (ENG) |
| 11 oktober EK-kwalificatie № 404 «onderlinge duels» 20:00 uur |           |       |             | Stade Josy Barthel, Luxemburg Toeschouwers: 4.200 Scheidsrechter: Paul Durkin (ENG) |

|                                                                |                                                     |       |           |                                                                               |
| 15 november EK-kwalificatie № 405 «onderlinge duels» 20:05 uur | Tsjechië                                            | 3 – 0 | Luxemburg | Stadion Letná, Praag Toeschouwers: 20.530 Scheidsrechter: Alfred Wieser (AUT) |
| 15 november EK-kwalificatie № 405 «onderlinge duels» 20:05 uur | Radek Drulak 33' Radek Drulak 46' Patrik Berger 57' |       |           | Stadion Letná, Praag Toeschouwers: 20.530 Scheidsrechter: Alfred Wieser (AUT) |

## FIFA-wereldranglijst
| JAN | FEB | MAR | APR | MEI | JUN | JUL | AUG | SEP | OKT | NOV | DEC |
| --- | --- | --- | --- | --- | --- | --- | --- | --- | --- | --- | --- |
| 128 | 127 | 127 | 113 | 112 | 105 | 109 | 111 | 120 | 98  | 98  | 100 |

## Statistieken
| Paul Koch         | 1966-06-07 | CS Grevenmacher  | 7 | 0 | 0 | 18 | 0 |
| Serge Rohmann     | 1970-11-27 | F91 Dudelange    | 1 | 0 | 0 | 1  | 0 |
| Verdediging       |            |                  |   |   |   |    |   |
| Jean Vanek        | 1969-01-19 | Avenir Beggen    | 7 | 0 | 0 | 8  | 0 |
| Carlo Weis        | 1958-12-04 | Sporting Mertzig | 7 | 0 | 0 | 78 | 1 |
| Marc Birsens      | 1966-09-17 | Union Luxembourg | 6 | 0 | 0 | 32 | 0 |
| Jeff Strasser     | 1974-10-05 | FC Metz          | 6 | 0 | 0 | 12 | 0 |
| Ralph Ferron      | 1972-05-13 | Avenir Beggen    | 3 | 0 | 0 | 9  | 0 |
| Thomas Wolf       | 1963-01-28 | CS Grevenmacher  | 2 | 0 | 9 | 19 | 2 |
| Patrick Feyder    | 1971-10-25 | Union Luxembourg | 1 | 1 | 0 | 2  | 0 |
| Middenveld        |            |                  |   |   |   |    |   |
| Frank Deville     | 1970-08-12 | Union Berlin     | 7 | 1 | 0 | 8  | 0 |
| Jeff Saibene      | 1968-09-13 | FC Aarau         | 7 | 1 | 0 | 29 | 0 |
| Joël Groff        | 1968-09-11 | F91 Dudelange    | 7 | 0 | 0 | 28 | 0 |
| Guy Hellers       | 1964-10-10 | Standard Luik    | 6 | 0 | 1 | 49 | 2 |
| Luc Holtz         | 1969-06-14 | Avenir Beggen    | 5 | 1 | 1 | 18 | 1 |
| Manuel Cardoni    | 1972-09-22 | Jeunesse Esch    | 4 | 4 | 1 | 15 | 1 |
| Dany Theis        | 1967-09-11 | Jeunesse Esch    | 1 | 5 | 0 | 10 | 0 |
| Sacha Schneider   | 1972-06-23 | CS Grevenmacher  | 1 | 2 | 0 | 3  | 0 |
| Claude Ganser     | 1967-09-07 | Jeunesse Esch    | 1 | 1 | 0 | 3  | 0 |
| Marc Lamborelle   | 1971-10-13 | Jeunesse Esch    | 0 | 2 | 0 | 2  | 0 |
| Aanval            |            |                  |   |   |   |    |   |
| Robert Langers    | 1960-08-01 | Eintracht Trier  | 8 | 0 | 2 | 62 | 7 |
| Patrick Morocutti | 1968-02-19 | CS Hobscheid     | 1 | 0 | 0 | 18 | 0 |

FLF · A-internationals · Bondscoaches · Statistieken · Luxemburgs vrouwenelftal · Luxemburg U21 · Luxemburg U19 · Luxemburg U18 · Luxemburg U17 · Luxemburg U16
1911 – 1919 ·
1920 – 1929 ·
1930 – 1939 ·
1940 – 1949 ·
1950 – 1959 ·
1960 – 1969 ·
1970 – 1979 ·
1980 – 1989 ·
1990 – 1999 ·
2000 – 2009 ·
2010 – 2019 ·
2020 − 2029
OS 1920 · 
OS 1924 · 
OS 1928 · 
OS 1936 · 
OS 1948 · 
OS 1952
1911 · 
1912 · 
1913 · 
1914 · 
1915 · 1916 · 1917 · 1918 · 1919 · 
1920 · 
1921 · 1922 · 1923 · 
1924 · 
1925 · 1926 · 
1927 · 
1928 · 
1929 · 1930 · 1931 · 1932 · 1933 · 
1934 · 
1935 · 
1936 · 
1937 · 
1938 · 
1939 · 
1940 · 
1941 · 1942 · 1943 · 1944 · 
1945 · 
1946 · 
1947 · 
1948 · 
1949 · 
1950 · 
1952 · 
1952 · 
1953 · 
1954 · 
1955 · 
1956 · 
1957 · 
1958 · 
1959 · 
1960 · 
1961 · 
1962 · 
1963 · 
1964 · 
1965 · 
1966 · 
1967 · 
1968 · 
1969 · 
1970 · 
1971 · 
1972 · 
1973 · 
1974 · 
1975 · 
1976 · 
1977 · 
1978 · 
1979 · 
1980 · 
1981 · 
1982 · 
1983 · 
1984 · 
1985 · 
1986 · 
1987 · 
1988 · 
1989 · 
1990 · 
1991 · 
1992 · 
1993 · 
1994 · 
1995 · 
1996 · 
1997 · 
1998 · 
1999 · 
2000 · 
2001 · 
2002 · 
2003 · 
2004 · 
2005 · 
2006 · 
2007 · 
2008 · 
2009 · 
2010 · 
2011 · 
2012 · 
2013 · 
2014 · 
2015 ·
2016 ·
2017 ·
2018 ·
2019 ·
2020 ·
2021
Afghanistan ·
Albanië ·
Algerije ·
Armenië ·
Azerbeidzjan ·
België ·
Bosnië en Herzegovina ·
Brazilië ·
Bulgarije ·
Canada ·
Cyprus ·
DDR ·
Denemarken ·
(West-)Duitsland ·
Egypte ·
Engeland ·
Estland ·
Faeröer ·
Finland ·
Frankrijk ·
Gambia ·
Georgië ·
Griekenland ·
Hongarije ·
Ierland ·
IJsland ·
Israël ·
Italië ·
Japan ·
Joegoslavië ·
Kaapverdië ·
Kameroen ·
Kazachstan ·
Letland ·
Liechtenstein ·
Litouwen ·
Madagaskar ·
Malta ·
Marokko ·
Mexico ·
Moldavië ·
Montenegro ·
Myanmar ·
Nederland ·
Nigeria ·
Noord-Ierland ·
Noord-Macedonië ·
Noorwegen ·
Oekraïne ·
Oostenrijk ·
Polen ·
Portugal ·
Qatar ·
Roemenië ·
Rusland ·
San Marino ·
Saoedi-Arabië ·
Schotland ·
Senegal ·
Servië ·
Servië en Montenegro ·
Slovenië ·
Slowakije ·
Sovjet-Unie ·
Spanje ·
Thailand ·
Togo ·
Tsjechië ·
Tsjecho-Slowakije ·
Turkije ·
Uruguay ·
Verenigde Staten ·
Wales ·
Wit-Rusland ·
Zuid-Korea ·
Zweden ·
Zwitserland